# Франсиско Касимиро Пиментель де Киньонес и Бенавидес
Франсиско Касимиро Пиментель де Киньонес и Бенавидес (исп. Francisco Casimiro Pimentel de Quiñones y Benavides; 4 марта 1655, Мадрид — 15 января 1709, Мадрид) — испанский аристократ и придворный, 9-й герцог Бенавенте, 13-й граф де Майорга, 11-й граф Луна, 5-й маркиз де Хабалькинто, 6-й маркиз Вилья-Реаль-де-Пурульена.

## Биография
Родился 4 марта 1655 года в Мадриде. Второй сын Антонио Пиментеля и Эрреры Суньиги, 8-го герцога Бенавенте (1615—1677), и его жены Изабеллы Франсиски де Бенавидес, 3-го маркиза Хабалькинто.
4 января 1677 года после смерти своего отца Франсиско Касимиро Пиментель унаследовал титулы 9-го герцога Бенавенте и другие титулы.
В 1674 году он был назначен камергером короля Испании Карла II, а в 1681 году — капитаном старой гвардии Кастилии. В 1689 году был одним из свидетелей завещания королевы Марии Луизы Орлеанской, и вскоре после этого был отправлен Карлосом II в Ферроль, чтобы сопровождать новую жену короля, Марию Анну Нойбургскую, в Вальядолид для ратификации брака. В награду за его заслуги король назначил герцог Бенавенте камергером 23 июня 1693 года. С тех пор он занимал несколько комнат в Королевском Алькасаре и стал командором Ордена Сантьяго в 1694 году.
В последние годы правления Карла II герцог Бенавенте был одним из самых близких к монарху придворных, вопреки желанию королевы Марии Анны де Нойбург. Он был одним из свидетелей завещания Карла II, а также членом Регентского совета, созданного после смерти монарха.
Сторонник Филиппа V Бурбона в Войне за испанское наследство, герцог Бенавенте был утвержден новым монархом в качестве камергера. В первые годы правления нового короля Бурбонов герцог Пиментель сопровождал его в Каталонию (1701) и Италию (1702), а также на различные военные фронты на Пиренейском полуострове.
В благодарность за оказанные услуги король Франции Людовик XIV в 1703 году посвятил его в рыцари Ордена Святого Духа и Ордена Святого Михаила.
Франсиско Касимиро умер в 1709 году и был похоронен в семейном пантеоне в монастыре Сан-Франциско-де-Бенавенте. Ему наследовал его сын от второго брака, Антонио Франсиско Казимиро Алонсо-Пиментель Виджил де Киньонес и Суньига (? — 1743), 10-й герцог Бенавенте.

## Семья
6 июля 1671 году в Мадриде Франсиско Касимиро Пиментель женился первым браком на Марии Антонии Тассис Ладрон де Гевара (? — 1677), дочери дочери Бельтрана Велеса Ладрона де Гевары, 1-го графа Кампо-Реаль (1607—1652), и его жены Каталины Велес Ладрон де Гевара, 9-й графини Оньяте, 4-й графини Вильямедиана (? — 1684).
3 апреля 1677 года он вторым браком женился на Мануэле Лопес де Суньига Сармьенто, дочери Хуана Мануэля Лопеса де Суньиги и Мендосы, 9-го герцога Бехара (1622—1660), и и Марии Терезе Сармьенто де ла Серда, сестре герцога Ихара. От этих двух браков у него было 2 сына и 4 дочери.